# Kabhi Khushi Kabhie Gham...
La Familia Hindú (título original: Kabhi Khushi Kabhie Gham..., en hindi:कभी ख़ुशी कभी ग़म), también conocido simplemente como K3G es una película dramática en lengua hindi dirigida por Karan Johar y producida por Yash Johar. La película está protagonizada por Amitabh Bachchan, Jaya Bachchan, Shahrukh Khan, Kajol, Hrithik Roshan y Kareena Kapoor, con la aparición especial de Rani Mukerji. La película cuenta la historia de una familia Hindú, que enfrenta problemas y malentendidos con respecto al matrimonio de su hijo adoptivo con una chica perteneciente a un grupo socioeconómico más bajo que ellos.
El desarrollo de la película comenzó en 1998, poco después del lanzamiento de la película debut de Johar Kuch Kuch Hota Hai (1998). La fotografía principal comenzó el 16 de octubre de 2000 en Mumbai y continuó en Londres y Egipto. Kabhi Khushi Kabhie Gham... fue promovido con el lema "Se trata de amar a tus padres". Inicialmente programada para estrenarse durante las festividades del Diwali de 2001, la película finalmente se estrenó en India, Reino Unido y Norteamérica el 14 de diciembre de 2001.
Hecho con un presupuesto de US$ 5,6 millones, Kabhi Khushi Kabhie Gham... resultó un gran éxito comercial, tanto a nivel nacional como internacional, con una recaudación bruta de US$ 29 millones en la taquilla mundial, convirtiéndose en la película Hindú más taquillera del mundo en el momento de su lanzamiento. Asimismo, el filme ganó varios premios cinematográficos al año siguiente, incluidos cinco Premios Filmfare.

## Reparto
- Amitabh Bachchan como Yashvardhan "Yash" Raichand, un magnate de los negocios con sede en Delhi.
- Jaya Bachchan como Nandini Raichand, la esposa de Yash.
- Shahrukh Khan como Rahul Raichand, hijo adoptivo de Yash y Nandini.
- Aryan Khan como el joven Rahul Raichand.
- Kajol como Anjali Sharma, la novia de Rahul y más tarde su esposa.
- Hrithik Roshan como Rohan Raichand, el hijo biológico de Yash y Nandini.
- Kavish Majmudar como el joven Rohan Raichand.
- Kareena Kapoor como Pooja "Poo" Sharma, la hermana menor de Anjali.
- Malvika Raaj como la joven Pooja Sharma.
- Rani Mukerji como Naina Kapoor, una chica socialite que ama a Rahul y quiere casarse con él, y Yashvardhan la aprueba.
- Farida Jalal como Sayeeda / Daijan (DJ), la niñera de Rahul y Rohan.
- Simone Singh como Rukhsaar, la hija de Sayeeda y la mejor amiga de Anjali.
- Alok Nath como Bauji, Anjali y el padre de Pooja.
- Jugal Hansraj como el amigo de Rohan (aparición especial).

## Premios

### Premios Filmfare
La película recibió quince nominaciones a los Premios Filmfare de los que obtuvo cinco. Los premios ganados están destacados en negrita.
- Mejor Director: Karan Johar
- Mejor Película: Yash Johar
- Mejor Actor: Shahrukh Khan
- Mejor Actriz: Kajol
- Mejor Actor Secundario: Amitabh Bachchan
- Mejor Actor Secundario: Hrithik Roshan
- Mejor Actriz Secundaria: Jaya Bachchan
- Mejor Actriz Secundaria: Kareena Kapoor
- Mejor Director de Música: Jatin-Lalit
- Mejor Letrista: Anil Pandey por "Suraj Hua Madham"
- Mejor Letrista: Sameer por "Kabhi Khushi Kabhie Gham"
- Mejor Cantante de Playback (masculino): Sonu Nigam por "Suraj Hua Madham"
- Mejor Diálogo: Karan Johar
- Mejor Dirección Artística: Sharmishta Roy
- Mejor Escena

### Premios Zee Cine
Los premios obtenidos están destacados en negrita.
- Premio Zee Cine a la Mejor Película: Yash Johar
- Premio Zee Cine al Mejor Actor: Shahrukh Khan
- Premio Zee Cine a la Mejor Actriz: Kajol
- Premio Zee Cine al Mejor Actor Secundario: Amitabh Bacchan
- Premio Zee Cine al Mejor Actor Secundario: Hrithik Roshan
- Premio Zee Cine al Mejor Director: Karan Johar
- Premio Zee Cine al Mejor Director de Música: Jatin-Lalit
- Premio Zee Cine al Mejor Letrista: Anil Pandey for Suraj Hua Maddham
- Premio Zee Cine a la Mejor Cantante de Playback: Lata Mangeshkar por el tema principal que da título a la película
- Premio Zee Cine a la Mejor Cantante de Playback: Alka Yagnik por "Suraj Hua Madham"
- Premio Especial Zee Cine a la Interpretación Sobresaliente Femenina: Kajol
- Premio Zee Cine al Mejor Cantante de Playback (masculino): Sonu Nigam por "Suraj Hua Madham"

### Premios Internacionales de la Academia de Cine de la India
Los premios obtenidos están destacados en negrita.
- Premio IIFA al Mejor Cantante de Playback Masculino: Sonu Nigams por "Suraj Hua Madham"
- Premio IIFA a la Mejor Actriz Secundaria: Jaya Bachchan

## Teatro musical
En septiembre de 2015 se estrenó en Lima (Perú) La familia hindú: el musical,  a cargo de la escuela D'Sueños Vip con la producción, dirección, coreografía de Rocío Cochachi y Edward Montano. como protagonistas: Angela Ruiz, Miriel López, José Carlos Cornejo, Hilda Jacobo, Damir López, Zunitha Martínez, Rocio Cochachi, Jordán Paucar, Miguel Ángelo, José Moreano, Linda Sánchez, Paola Álvarez, Orlando Fuentes Centurión, Alicia González, Franco Gonzales, Sari Benavente y Alexandra Camarena, entre otros.